# Pandora Nox
Pandora Bösmüller, mais conhecida pelo seu nome artístico Pandora Nox, é uma drag queen austríaca. É reconhecida por ter competido e vencido a primeira temporada do programa televisivo Drag Race Germany. É a primeira drag queen cisgênero a competir no reality show alemão e a terceira na franquia Drag Race, depois de Victoria Scone e Clover Bish, sendo consequentemente a primeira mulher cisgênero e lésbica a vencer uma coroa e título principal em toda a franquia drag de RuPaul.

## Carreira
O seu nome artístico é inspirado num jogo de palavras, tendo como base o seu nome próprio e o mito grego da caixa de Pandora (em inglês Pandora Box). Desenvolveu a sua carreira como drag performer em Viena, Áustria, tornando-se conhecida por incorporar elementos de contorcionismo, dança e roupas readaptadas, de conceito ambientalmente amigável, nas suas apresentações.
Em 2023, competiu na primeira temporada do programa Drag Race Germany. Durante a sua participação, ficou em último lugar em dois episódios, conseguindo eliminar as concorrentes Tessa Testicle e Loreley Rivers na prova de lip synk, e obteve duas vitórias no desafio principal e uma na passarela. Foi finalista ao lado de Metamorkid e Yvonne Nightstand. No episódio final, realizou uma performance ao som de "Rise Like a Phoenix", de Conchita Wurst, que lhe valeu a coroa e o título de "Primeira Superstar Drag da Alemanha".

## Vida Pessoal
Pandora Nox mantem uma relação amorosa com Liam ChoClit, o primeiro drag king a participar na tourné mundial Werq the World. Em 2025, o casal foi protagonista de uma campanha publicitária para a IKEA Austria.

## Filmografia

### Televisão
| Título              | Ano  | Papel       | Notas     | Ref.  |
| ------------------- | ---- | ----------- | --------- | ----- |
| Drag Race Germany   | 2023 | Concorrente | Vencedora | [ 8 ] |
| Bring Back My Girls | 2024 | Convidada   |           | [ 9 ] |